# 哈克木二世
哈克木二世（Al-Hakam II，阿拉伯语：‎，915年—976年）是一位科尔多瓦哈里发，阿卜杜拉赫曼三世之子，961年至976年在位。

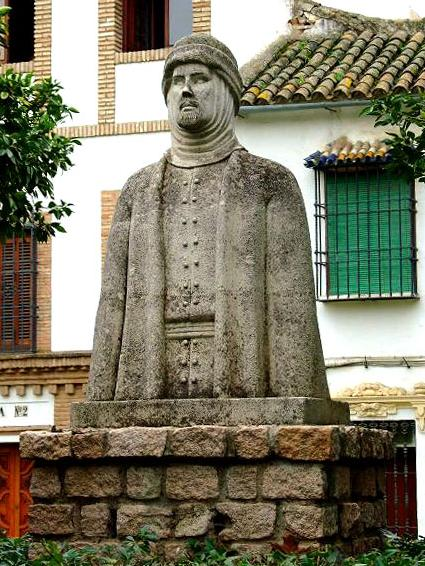
哈克木二世雕像

哈克木二世在位期間擴建了著名的科尔多瓦主教座堂。哈克木二世在976年去世，他的兒子希沙姆二世繼位。